# Wye (Montana)
Wye és una concentració de població designada pel cens dels Estats Units a l'estat de Montana. Segons el cens del 2000 tenia 381 habitants.

## Demografia
Segons el cens del 2000, Wye tenia 381 habitants, 123 habitatges, i 101 famílies. La densitat de població era de 47 habitants per km².
Dels 123 habitatges en un 50,4% hi vivien nens de menys de 18 anys, en un 67,5% hi vivien parelles casades, en un 8,9% dones solteres, i en un 17,1% no eren unitats familiars. En el 15,4% dels habitatges hi vivien persones soles el 3,3% de les quals corresponia a persones de 65 anys o més que vivien soles. El nombre mitjà de persones vivint en cada habitatge era de 3,1 i el nombre mitjà de persones que vivien en cada família era de 3,36.
Per edats la població es repartia de la següent manera: un 36,2% tenia menys de 18 anys, un 4,2% entre 18 i 24, un 37,8% entre 25 i 44, un 17,3% de 45 a 60 i un 4,5% 65 anys o més.
L'edat mediana era de 31 anys. Per cada 100 dones de 18 o més anys hi havia 105,9 homes.
La renda mediana per habitatge era de 53.500 $ i la renda mediana per família de 53.000 $. Els homes tenien una renda mediana de 32.292 $ mentre que les dones 27.857 $. La renda per capita de la població era de 21.553 $. Aproximadament el 7,5% de les famílies i l'11% de la població estaven per davall del llindar de pobresa.

## Poblacions més properes
El següent diagrama mostra les poblacions més properes.